# Kręte schody
Kręte schody (ang. The Spiral Staircase) – amerykański film kryminalny z 1946 roku w reżyserii Roberta Siodmaka, zrealizowany na podstawie powieści Ethel Liny White.

## Główne role
- Dorothy McGuire jako Helen Capel
- George Brent jako profesor Warren
- Ethel Barrymore jako pani Warren
- Kent Smith jako dr Parry
- Rhonda Fleming jako Blanche
- Gordon Oliver jako Steve Warren
- Elsa Lanchester jako pani Oates
- Sara Allgood jako pielęgniarka Barker
- Rhys Williams jako pani Oates
- James Bell jako posterunkowy

## Fabuła
Małe miasteczko gdzieś w USA. Dochodzi do serii niewyjaśnionych morderstw. Ofiarami są młode kobiety. Zabójca jest nieuchwytny i nie ma motywu zbrodni ani żadnej poszlaki. Tam trafia Helen, która zostaje pokojówką w pałacu prof. Warrena. Lęk narasta i zwiększa się w momencie, kiedy Helen odkrywa, że nie może uciec z rezydencji.

## Nagrody i nominacje
- Oscary za rok 1946
  - Najlepsza aktorka drugoplanowa – Ethel Barrymore (nominacja)